# Yanggakbrug
De Yanggakbrug (Koreaans: 양각교) is een dubbele brug over de Taedong in de Noord-Koreaanse hoofdstad Pyongyang. De brug bestaat uit een noordwestelijk en een zuidoostelijk stuk; daartussen bevindt zich het eiland Yanggak. De Yanggakbrug bestaat uit een spoorbrug met parallel daaraan een autobrug.
De brug was een van de eerste bruggen over de Taedong in Pyongyang. De Yanggakbrug werd tijdens de Koreaanse Oorlog door de communisten opgeblazen toen de Verenigde Naties naderden. In december 1950 hadden de Verenigde Staten de spoorbrug herbouwd, maar kort daarna werd de brug opnieuw opgeblazen, ditmaal door de Verenigde Staten toen zij Pyongyang verlieten. Na het sluiten van het staakt-het-vuren werd de brug nogmaals herbouwd. In 1986 werd naast de spoorbrug een brug voor autoverkeer bijgebouwd.

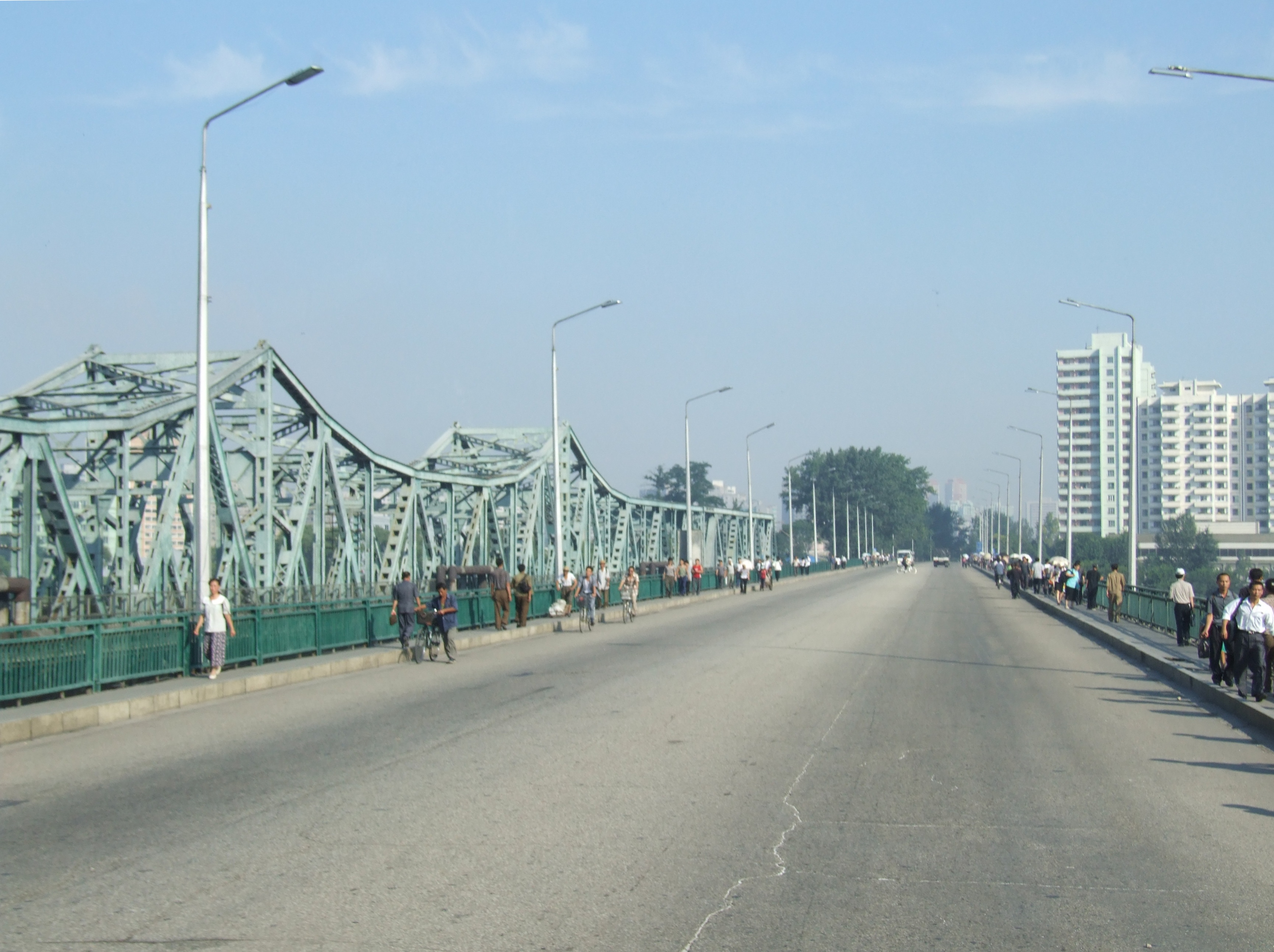
De brug in 2012